# Magic Afternoon
Das Theaterstück Magic Afternoon von Wolfgang Bauer zählt zu den Klassikern der österreichischen Moderne.

## Handlung
Vier junge Menschen durchleben einen lustlosen, gewitterschwülen Nachmittag. Zunächst werden Platten gehört und Drogen konsumiert, nach Polsterschlachten und Sexspielen entladen sich immer mehr Aggressionen, die Situation gerät außer Kontrolle und es wird nicht mehr nur Zeit totgeschlagen.
Für den Autor Wolfgang Bauer bedeutete Magic Afternoon den internationalen Durchbruch. Die Uraufführung erfolgte am 12. September 1968 unter der Regie von Horst Zankl am Landestheater Hannover, nachdem das Stück zuvor von 40 Bühnen im gesamten deutschsprachigen Raum abgelehnt worden war.